# Quién como tú
"Quién Como Tú" é uma canção escrita por pela cantora mexicana Ana Gabriel e interpretada pela atriz e também cantora mexicana Lucero em parceria com o cantor porto-riquenho Luis Fonsi. A música originalmente interpretada somente por Gabriel, foi lançada no álbum de mesmo nome em 1989. Já a versão solo de Lucero, foi lançada no álbum Aquí Estoy em 14 de Novembro de 2014, e o dueto foi lançado em 24 de Fevereiro de 2015.

## Informações
Durante o último episódio do programa Yo Soy el Artista, Lucero interpretou a canção ao vivo em parceria com Fonsi. Devido ao sucesso do dueto, a artista decidiu lança-lo com single. Da parte de Lucero, não houve regravação, porém Fonsi foi colocado em alguns trechos da canção e sua voz foi adicionada durante o refrão. A canção foi oficialmente lançada como single em 24 de Fevereiro de 2015 em download digital pelo iTunes e em outras plataformas digitais, e seu áudio foi liberado no mesmo dia pelo canal oficial da Universal Music no You Tube.

## Outras versões
Em 8 de Junho de 2015, Lucero apresentou durante o final da primeira edição do reality show La Voz Kids, a versão remixada da canção. A canção foi regravada em versão banda para o 26º álbum de estúdio da artista, Sólo Me Faltabas Tú (2019), novamente em parceria com Fonsi.

## Formato e duração
- Download digital[5]

1. "Quién Como Tú (feat. Luis Fonsi)" – 3:31

## Charts
| Chart (2015)                     | Posição |
| -------------------------------- | ------- |
| Billboard Mexico Espanol Airplay | 32      |

## Histórico de lançamentos
| País         | Data                    | Formatos         | Gravadora              |
| ------------ | ----------------------- | ---------------- | ---------------------- |
| Mundialmente | 24 de Fevereiro de 2015 | Download digital | Universal Music Latino |